# Manuel Ruz Baños
Manuel Ruz (Benimamet, Ciutat de València, 5 d'abril de 1986) és un futbolista valencià, que ocupa la posició de defensa. Ha estat internacional amb les seleccions espanyoles inferiors.
Sorgeix del planter del València CF, amb qui debuta a primera divisió en tres partits de la temporada 04/05. L'any següent és cedit al Nàstic de Tarragona, sent peça clau en l'ascens a la màxima categoria. Fitxat pels tarragonins, juga 17 partits a Primera amb el Nàstic.
L'any següent recala al Granada 74 CF, i al posterior retorna al País Valencià per militar a l'Hèrcules CF. El 2009, una greu lesió en partit de Copa del Rei el deixa en blanc el que queda de temporada.
Actualment tornar a jugar al Gimnàstic de Tarragona.